# Armenag K. Bedevian
Armenag K. Bedevian, efendi egipcio de origen armenio, fue el autor de Illustrated Polyglottic Dictionary of Plants Names (Diccionario Ilustrado Poliglótico de Nombres de las Plantas), en idiomas: latín, árabe, armenio, inglés, francés, alemán, italiano y turco, en 1936 (1.099 pp. con 1.711 ilustraciones). Además, fue director de la "Estación Experimental Agrícola de Gizeh" (Egipto).
De acuerdo a W. Lawrence Balls, magister M.A., Sc.D., F.R.S., en el prefacio del libro escribe:

"Mr. Bedevian se unió a mí como ayudante agrícola en el antiguo "Laboratorio de Campo de algodón", en 1913; y cuando regresé a Egipto en 1927, lo encontré establecido en el Ministerio de Agricultura como Gerente de la Estación Experimental de Guiza, a continuación, Superintendente de operaciones del "Control de Semillas de Algodón de Egipto". Descubrí que no sólo estaba en posesión de grandes cantidades de datos acerca de granjas, desmotadoras, comerciantes, etc, y que podría producir resúmenes, y gráficos de esa información a corto plazo en respuesta a cualquier pregunta por esas cosas. Por lo tanto, era evidente que tenía un don para el orden y el sistema".

## Algunas publicaciones
- william laurence Balls, armenag k. Bedevian. 1929. The operation of the Seed control law upon the pedigree of cotton seed in seasons 1926-27 and 1927-28; 1926-30. Nº 85; Nº 104 de Bulletin, Egypt Wizārat al-Zirāʻah
- --------, --------. 1929. The operation of the seed control law upon the pedigree of cotton seed in ... 1926-27 and 1927-28. Vol. 85 de Bulletin, Egypt Wizārat al-Zirāʻah

- La abreviatura «Bedevian» se emplea para indicar a Armenag K. Bedevian como autoridad en la descripción y clasificación científica de los vegetales.[1]